# Nils Malmros
Nils Sigurd Malmros (Århus, 5 ottobre 1944) è un regista e sceneggiatore danese.
Considerato uno dei principali registi del suo paese i suoi film sono stati scelti più volte a rappresentare la Danimarca agli Oscar.

## Filmografia parziale
- En mærkelig kærlighed (1968)
- Lars Ole, 5c (1973)
- Drenge (1977)
- Kundskabens træ (1981)
- Skønheden og udyret (1983)
- Århus by night (1989)
- Kærlighedens smerte (1992)
- Barbara (1997)
- At kende sandheden (2002)
- Kærestesorger (2009)
- Sorg og glæde (2013)
- Kammesjukjul (2014) serie televisiva